# Dirk Obbink
Dirk D. Obbink (Lincoln, 1957) è un papirologo, filologo classico e grecista statunitense.
Professore di papirologia e letteratura greca della facoltà di lettere classiche dell'università di Oxford, è stato a capo dell'Oxyrhynchus Papyri Project (il progetto di studio dei papiri di Ossirinco) fino all'agosto 2016. Obbink è stato anche membro e tutor dell'università di Oxford (Christ Church), ma è stato sospeso da tali ruoli nell'ottobre del 2019, a causa del suo presunto coinvolgimento nella vendita illecita di frammenti dei papiri di Ossirinco in sua custodia.

## Biografia
Gli antenati di Dirk Obbink erano di origine olandese, ed in seguito emigrarono negli Stati Uniti d'America. Obbink ha conseguito un Bachelor of Arts in lingua inglese presso la University of Nebraska, prima di conseguire un Master of Arts in filologia classica e papirologia nella stessa università. Nel 1986 ricevette il Dottorato di ricerca alla Stanford University con una tesi intitolata On the Piety of the Greek Philosophers - Philodem. Dopo essere stato assistente professore alla Columbia University di New York, nel 1995 Obbink fu nominato alla cattedra di papirologia e letteratura greca al collegio Christ Church dell'università di Oxford per poi essere messo a capo del progetto Oxyrhynchus Papyri. I papiri di Ossirinco (Oxyrhynchus) sono una ricca collezione di antichi manoscritti scoperti dai papirologi britannici Bernand Grenfell e Arthur Hunt nell'antico sito di Ossirinco, in Egitto, che contengono migliaia di documenti greci e latini, lettere ed opere letterarie. Inoltre, dal 2003 al 2006 Obbink è stato Ludwig Koenen Collegiate Professor of Papyrology presso l'università del Michigan.
Dal 1998 Obbink è stato direttore dell'Imaging Papyri Project ad Oxford. Questo progetto ha l'obbiettivo di creare immagini digitali dei papiri greci e latini dell'Ashmolean Museum (i papiri di Ossirinco), della biblioteca Bodleiana e della biblioteca Nazionale di Napoli (i rotoli carbonizzati della Villa dei Papiri ad Ercolano), al fine di creare ad Oxford un database di immagini dei papiri. Obbink e la sua squadra di papirologi uniscono metodi di filologia tradizionale alle più recenti tecniche di digitalizzazione delle immagini. Obbink ha reso disponibili testi gravemente danneggiati del mondo antico, molti dei quali erano stati giudicati irrimediabilmente perduti. In questo modo i testi danneggiati dei papiri di Ossirinco e della Villa dei Papiri possono venire letti per la prima volta. Tramite le sue ricerche, Obbink ha aumentato la nostra conoscenza della letteratura, della società e della filosofia antiche con le poesie di Saffo e Simonide scoperte nei papiri egizi di Ossirinco, così come le opere tecnico-filosofiche del filosofo epicureo Filodemo di Gadara, molti dei cui testi sopravvivono grazie ai rotoli di papiro carbonizzati scoperti nella Villa dei Papiri di Ercolano.
Nel 2001 Obbink ha ricevuto una MacArthur Fellowship per il suo lavoro sui papiri di Ossirinco ed Ercolano. Nel maggio 2007 la Katholieke Universiteit Leuven lo ha premiato con una laurea ad honorem.
Nel marzo 2010 Obbink è apparso in una puntata della serie di Channel 4 intitolata Alexandria: The Greatest City, presentata da Bettany Hughes. In questo programma ha parlato dell'antica biblioteca di Alessandria.
Nell'ottobre del 2019, Obbink è stato sospeso dai suoi ruoli all'interno dell'università di Oxford; nell'aprile del 2020 è stato arrestato con l'accusa di furto e frode collegata ai papiri di Ossirinco.

## Presunta vendita di papiri rubati

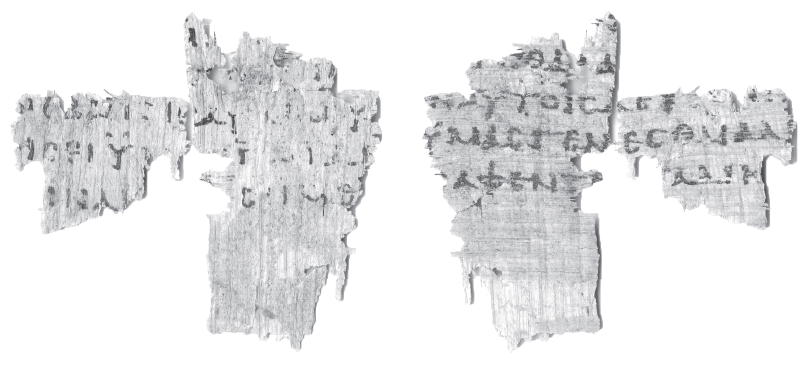
P.Oxy. 5345 con parti del Vangelo secondo Marco, I 7–9, 16–18.

Nel maggio 2018, Dirk Obbink e Daniela Colomo pubblicarono il frammento di papiro P.Oxy. 5345 nel volume LXXXIII della serie Oxyrhynchus Papyri della Egypt Exploration Society. Questo frammento contiene parti di sei versetti del primo capitolo del Vangelo secondo Marco, ed è stato designato col riferimento {\displaystyle {\mathfrak {P}}}137 nell'elenco dei papiri del Nuovo Testamento. Obbink e Colomo hanno datato questo frammento a un periodo che va tra la fine del II e gli inizi del III secolo, ma voci sul su suo contenuto, sulla sua provenienza e sulla sua datazione erano state ampiamente discusse sin dal 2012, alimentate da una poco accorta affermazione da parte di Daniel B. Wallace che un frammento di papiro del Vangelo secondo Marco aveva ricevuto una datazione al tardo I secolo da parte di uno dei paleografi più autorevoli del mondo, e potesse essere considerato conseguentemente il più antico testo cristiano conservatosi.
A valle della pubblicazione del 2018, la Egypt Exploration Society, proprietaria del frammento di papiro, pubblicò una dichiarazione che chiariva sia la provenienza del frammento, sia il ruolo di Dirk Obbink nella diffusione sui mezzi di comunicazione dell'informazione errata sulla datazione: secondo la EES, il testo del frammento fu riconosciuto come parte del Vangelo secondo Marco solo nel 2011, in quanto in un precedente catalogo degli anni '80 ad opera di Revel Coles, il frammento era stato descritto come «I/II», che sembrava dunque essere l'origine della discutibile affermazione relativa a una datazione molto antica. Nel 2011 e nel 2012 il papiro era custodito da Obbink, che lo mostrò a Scott Carroll, all'epoca rappresentante della Green Collection (una delle più grandi collezioni private di testi e artefatti biblici), quando era in discussione la proposta di includerlo nella mostra di papiri biblici Verbum Domini presso la Biblioteca apostolica vaticana (Pasqua 2012). Fu solo nella primavera del 2016 che la EES aveva compreso che il presunto papiro «Marco del primo secolo», che era divenuto l'oggetto di tante speculazioni, era il frammento P.Oxy. 5345, e fu per questo che Dirk Obbink e Daniela Colomo furono incaricati di prepararlo per la pubblicazione.
A seguito della pubblicazione da parte del professor Michael Holmes del Museum of the Bible (che ospita la Green Collection) di un contratto tra il professor Obbink e la Hobby Lobby (società della famiglia Green, proprietaria della Green Collection), datato al 17 gennaio 2013 e concernente la vendita di un certo numero di testi frammentari, uno dei quali identificato col P.Oxy. LXXXIII 5345 da parte del professor Holmes, la Egypt Exploration Society ha pubblicato un'altra dichiarazione nel giugno 2019, riaffermando la propria precedente dichiarazione che la EES non aveva mai messo in vendita il papiro; la dichiarazione precisava anche che la EES aveva riportato le risposte del professor Obbink, quando era stato da loro interrogato in precedenza, secondo cui egli non aveva venduto né offerto di vendere il frammento del Vangelo secondo Marco alla Green Collection, e che non aveva richiesto al professor Wallace di firmare un accordo di non divulgazione in relazione a tale vendita.
Nel numero di luglio/agosto 2019 di Christianity Today, Jerry Pattengale scrisse un articolo per presentare per la prima volta la propria versione dei fatti relativamente all'affare «Marco del primo secolo»; Pattengale affermava di essere stato presente insieme a Scott Carroll nell'ufficio di Dirk Obbink all'interno di Christ Church (Oxford) alla ine del 2011, quando il frammento di papiro {\displaystyle {\mathfrak {P}}}137 fu offerto al Museum of the Bible, rappresentato all'epoca da Pattengale. Nella stessa occasione furono offerti frammenti dal Vangelo secondo Matteo, secondo Luca e secondo Giovanni, tutti presentati da Obbink come verosimilmente risalenti al II secolo, mentre il frammento del Vangelo secondo Marco fu presentato come verosimilmente risalente al I secolo. Nell'articolo Pattengale affermava di aver mostrato le immagini dei quattro frammenti a una selezione di studiosi del testo del Nuovo Testamento, tra cui Daniel B. Wallace, con la condizione, posta da Obbink, della firma di un accordo di non divulgazione. L'acquisto fu concluso, con l'accordo di lasciare il frammento in possesso di Obbink per le sue ricerche finalizzate alla pubblicazione. Non fu prima di una serata di galla nel novembre 2017 organizzata per celebrare l'apertuta del Museum of the Bible che Pattingale venne a sapere che il «frammento di Marco del primo secolo» era sempre stato proprietà della Egypt Exploration Society, e che di conseguenza la sua offerta di vendita non era stata legittima.
Nell'ottobre 2019 la Egypt Exploration Society annunciò che dodici frammenti di papiro e un frammento di pergamena erano in corso di restituzione da parte del Museum of the Bible, che aveva riconosciuto che i frammenti appartenevano alla EES. Il Museum of the Bible dichiarò che undici di questi frammenti erano entrati in loro possesso a seguito di una vendita in favore di Hobby Lobby da parte di Obbink in due tornate, nel 2010.  Gli altri due frammenti sarebbero stati comprati da un rivenditore in Israele. La EES dichiarò che le schede di catalogazione di molti di questi frammenti mancavano dalla collezione EES, e che furono in grado di identificare i frammenti mancanti in quanto erano state fatte foto dei frammenti e copie di riserva delle schede. I tredici frammenti sono:
- P.Oxy. inv. 39 5B.119/C(4–7)b: Genesi 5
- P.Oxy. inv. 20 3B.30/F(5–7)b: Genesi 17
- P.Oxy. inv. 102/171(e): Esodo 20–21
- P.Oxy. inv. 105/149(a): Esodo 30.18–19
- P.Oxy. inv. 93/Dec. 23/M.1: Deuteronomio
- P.Oxy. inv. 8 1B.188/D(1–3)a: Salmi 9.23–26
- P.Oxy. inv. 16 2B.48/C(a): Detti di Gesù
- relativo a P.Oxy. inv. 101/72(a): Lettera ai Romani 3
- P.Oxy. inv. 29 4B.46/G(4–6)a: Lettera ai Romani 9–10
- P.Oxy. inv. 106/116(d) + 106/116(c): 1 Lettera ai Corinzi 7–10
- P.Oxy. inv. 105/188(c): Citazioni di Ebrei
- P.Oxy. inv. 3 1B.78/B(1–3)a: Omelia scritturale
- P.Oxy. inv. 8 1B.192/G(2)b: Atti di Paolo (pergamena)

A partire da giugno 2019, Obbink si è visto annullare il proprio accesso alla collezione della EES.
In una dichiarazione rilasciata a Waco Tribune-Herald in ottobre, Obbink ha rigettato tutte le accuse e ha affemrato che i documenti che lo collegano alla vendita dei frammenti di papiro sono dei falsi che hanno lo scopo preciso di danneggiare la sua reputazione e la sua carriera. Nello stesso mese, Obbink è stato sospeso dai suoi ruoli alla Christ Church.
Nel novembre 2019, il portavoce della Egypt Exploration Society ha reso pubblica la scoperta della scomparsa di 120 frammenti dalla collezione della EES, inclusi i tredici del Museum of Bible e altri sei frammenti nella collezione di Andrew Stimer in California; sia il Museum sia Stimer hanno accettato di restituire i frammenti alla EES.
Il 16 aprile 2020 è stato reso noto che la Thames Valley Police aveva arrestato Obbink il precedente 12 novembre per il furto dei frammenti. Nel giugno 2021, Hobby Lobby ha intentato una causa contro Obbink, affermando di aver diritto alla restituzione di sette milioni di dollari legata alla vendita di frammenti di papiro e altri artefatti poi rivelatisi rubati.

## Opere
- Alan K. Bowman (autore, editore), R.A. Coles (editore), N. Gonis (editore), Dirk Obbink (editore), Peter John Parsons (editore), Oxyrhynchus: A City and Its Texts,  Egypt Exploration Society (2007) ISBN 085698177X
- Christopher A. Faraone (editore), Dirk Obbink (editore) Magika Hiera: Ancient Greek Magic and Religion,  OUP USA (1997) ISBN 0195111400
- Marcello Gigante e Dirk Obbink Philodemus in Italy: The Books from Herculaneum (The Body in Theory: Histories of Cultural Materialism), The University of Michigan Press (2002) ISBN 0472089080
- Dirk Obbink, Philodemus and Poetry: Poetic Theory and Practice in Lucretius, Philodemus, and Horace, Oxford University Press USA (1995) ISBN 0195088158
- T. V. Evans (editore), D. D. Obbink (editore) The Language of the Papyri, Oxford University Press (2009) ISBN 0199237085
- A.E. Raubitschek (autore), Dirk Obbink (editore), Paul A. Vander Waerdt (editore), The School of Hellas: Essays on Greek History, Archaeology and Literature,  Oxford University Press Inc (1991) ISBN 0195056914
- Dirk Obbink, Philodemus On Piety: Part 1, Critical Text with Commentary: Critical Text with Commentary Pt.1, Clarendon Press (1996) ISBN 0198150083
- Jean-Jacques Aubert (contributore), Roger S. Bagnall (editore), Dirk D. Obbink (editore) Columbia Papyri X (American Studies in Papyrology), American Society of Papyrologists (1996) ISBN 0788502751
- N. Gonis (editore), Dirk Obbink (editore), P. J. Parsons (editore) Oxyrhynchus Papyri 68 (4639-4704) (Graeco-Roman Memoirs), Egypt Exploration Society (2003) ISBN 0856981427
- N. Gonis (editore), Dirk Obbink (editore), D. Colomo (editore) Oxyrhynchus Papyri: v. 69 (Graeco-Roman Memoirs), Egypt Exploration Society (2005) ISBN 0856981435
- N. Gonis (autore), Dirk Obbink (autore) Oxyrhynchus Papyri: Pt. 73 (Graeco-Roman Memoirs), Egypt Exploration Society (2009) ISBN 0856981826
- John T. Fitzgerald (autore, editore), Dirk Obbink (autore), Glenn Stanfield Holland (autore), et al. Philodemus and the New Testament World (Novum Testamentum Supplements), Brill (2003) ISBN 9004114602
- Anubio, Carmen Astrologicum Elegiacum, ed. Dirk Obbink, Bibliotheca Teubneriana; K. G. Saur, Monaco e Lipsia (2006) ISBN 3598712286